# Contador de programa
El contador de programa (en inglés Program Counter o PC), también llamado contador de eventos (Instruction Pointer), parte de la unidad central de proceso en algunas computadoras, es un registro del procesador de un computador que indica la posición donde está el procesador en su secuencia de instrucciones. Dependiendo de los detalles de la máquina particular, contiene o la dirección de la instrucción que es ejecutada, o la dirección de la próxima instrucción a ser ejecutada. El contador de programa es incrementado automáticamente en cada ciclo de instrucción de tal manera que las instrucciones son leídas en secuencia desde la memoria. Ciertas instrucciones, tales como las bifurcaciones y las llamadas y retornos de subrutinas, interrumpen la secuencia al colocar un nuevo valor en el contador de programa.